# Narmine Ducap
Pour les articles homonymes, voir Ducap.
Narmine Ducap, né Herbert Ducap, est un musicien français de l'île de La Réunion né le 26 septembre 1940 à Saint-Denis où il est mort le 25 juin 2015,. Guitariste et compositeur, ce spécialiste du séga a rénové la musique réunionnaise dans les années 1960 et années 1970.
Narmine Ducap est recruté au début des années 1960 par Loulou Pitou pour compléter son orchestre. Il développe un style à la guitare qui emprunte beaucoup aux Shadows (et son soliste Hank Marvin) : utilisation de la réverbération, utilisation du trémolo. Il développe une intense activité de musicien de bals, pour les orchestres les plus prestigieux de l'île.
En 1978, Narmine rejoint le groupe Caméléon en studio pour l’enregistrement d’un 33 tours de sa fille Michou.
Il consacre alors son activité à la production des 45 tours de Michou.
Son fils Christian est aussi chanteur, compositeur, et interprète.

## Distinction
Chevalier de l'ordre des Arts et des Lettres, 2010